# Boris Marić
Pour les articles homonymes, voir Marić.
Boris Marić est un joueur de football bosnien né le 2 mai 1985. Boris Maric évolue notamment à Toronto Croatia. Son poste de prédilection est attaquant.

## Clubs successifs
- 2003-04 : HSK Zrinjski Mostar  Bosnie-Herzégovine
- 2004-05 : HSK Zrinjski Mostar  Bosnie-Herzégovine
- 2005-06 : HSK Zrinjski Mostar  Bosnie-Herzégovine
- 2006-07 : Toronto Croatia  Canada

## Palmarès
Championnat canadien 2007.